# Эвкалипт лимонный
Эвкалипт лимонный (лат. Corymbia citriodora) — вид деревьев, входящий в состав рода Corymbia.
Впервые описан в 1848 году Уильямом Джексоном Гукером в журнале экспедиции Томаса Ливингстона Митчелла, как eucalyptus citriodora.

## Названия
Название Corymbia citriodora происходит от лат. citriodorus, что означает пахнущий лимоном. Также известен как англ. lemon-scented gum и англ. blue spotted gum, а также как лат. eucalyptus citriodora.

## Ботаническое описание
Дерево высотой до 35 метров (иногда выше). Кора гладкая, бледная, однородная или слегка пятнистая, от белого до медного цвета летом. Крона обладает узкими листьями, издающими лимонный запах. Грушевидные почки появляются в углах листьев и соединениях стеблей, плоды имеют урнообразную форму. Кора гладкая по всей высоте дерева, на ней часто образуются тонкие скрученные хлопья, которые дерево сбрасывает.
Растёт преимущественно в лёгких, слегка кислых суглинках, а также встречается в сухих склерофитовых лесах и лесных массивах в холмистой местности. Имеет лигнотубер.
Цветение наблюдается в январе, апреле, мае, июне, июле, августе, октябре и декабре.

## Распространение и экология
Произрастает в умеренном и тропическом климате в северо-восточной части Австралии.
Является натурализовавшимся видом в горном хребте Дарлинг в Западной Австралии и штатах Новый Южный Уэльс и Виктория.
Королевский парк в Перте славится красивой аллеей, засаженной деревьями данного вида много лет назад, со временем она сильно разрослась.
Эвкалипт лимонный имеет важное значение из-за спроса на древесину и мёд. Он также является популярной садовой культурой как в Австралии, так и за рубежом.